# Forces armées polonaises

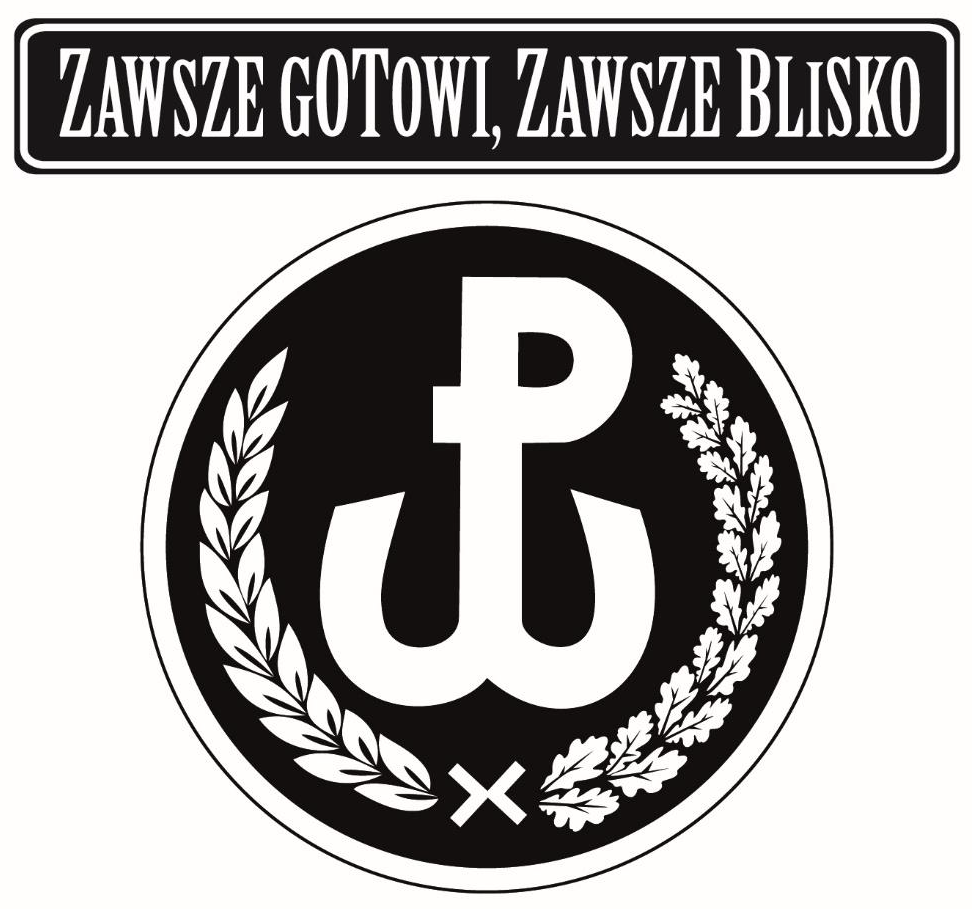
Insigne d'épaule du Commandement des Forces de Défense Territoriale polonaises

Les Forces armées polonaises ou Forces armées de la république de Pologne (en polonais : Siły Zbrojne Rzeczypospolitej Polskiej) constituent l'armée de la république de Pologne. Elles font partie des forces armées de l'OTAN depuis 1999 et des Forces armées des États de l'Union européenne depuis 2004.

## Histoire
L’armée polonaise s’organise après la Première Guerre mondiale à partir d’éléments dispersés en provenance des armées des trois anciennes puissances occupantes de la Pologne ainsi que d’autres formations, surtout des légions de Piłsudski, de la POW et de l’armée Haller. Aussitôt formées, les unités sont envoyées au combat.

### L'Invasion soviétique
Après avoir reconquis son indépendance au cours de la Première Guerre mondiale, la toute jeune armée polonaise doit lutter pour la survie de la jeune république contre l'Armée rouge lors de la guerre soviéto-polonaise.
La France envoie à son nouvel allié de revers une mission militaire dont Charles de Gaulle fait partie en tant que conseiller militaire. Ils participent ensuite à la création de l’École d’État-Major général, rebaptisée un peu plus tard École supérieure de guerre de Varsovie.

### Seconde Guerre mondiale

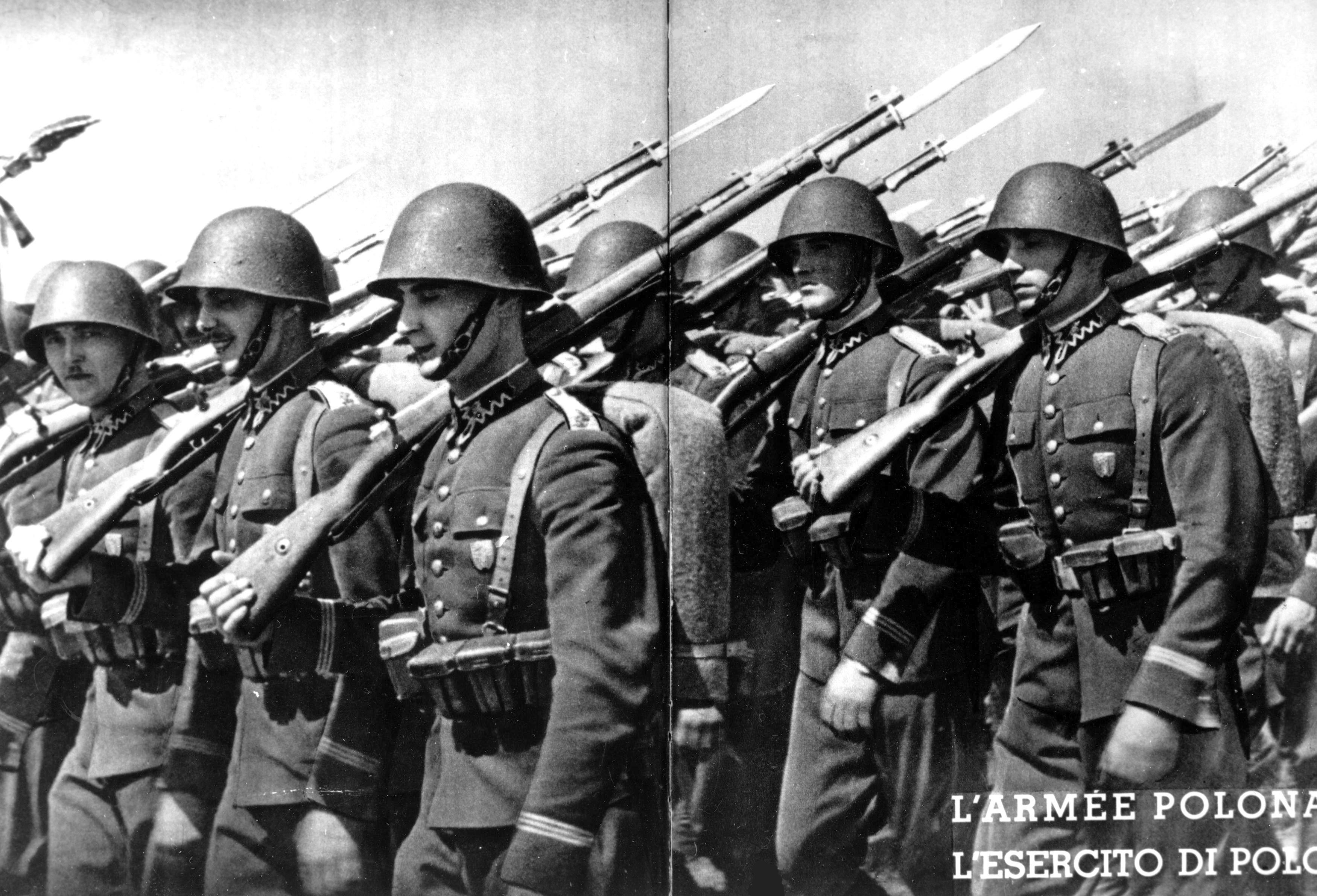
Soldats polonais en 1939.

Lors de l'invasion allemande de la Pologne le 1er septembre 1939, l'Armée polonaise déploie environ un million de soldats. Le rapport de force est écrasant en faveur de l’Armée allemande.
L'invasion de la Pologne par l'Union soviétique le 17 septembre 1939 précipite sa défaite. Prise en tenaille, l'armée polonaise continue à se battre vaillamment, mais elle est toujours seule. Ses alliés français et anglais ne bougent pas. Les derniers coups de feu polonais sont tirés le 6 octobre 1939 lors de la bataille de Kock qui dure quatre jours. Venant à bout de munitions, de moyens de transport et de ravitaillement, les dernières unités polonaises se rendent, mais la Pologne ne capitule pas. Le gouvernement s'exile et le combat se poursuit d'abord en France, puis aux côtés de la Grande-Bretagne. Le 9 septembre 1939, un accord est signé entre les gouvernements polonais et français, permettant la formation en France, où sont établis de nombreux émigrés polonais, d'une armée polonaise sous commandement opérationnel français.
Les Polonais, déportés dans les années 1940-1941 des terres polonaises occupés par les Soviétiques au Kazakhstan et en Sibérie, intègrent une armée qui s'y forme à partir de 1941, après l’invasion allemande contre l’URSS. Son parcours ultérieur mène cette armée, nommée le 2e Corps polonais, accompagnée par un certain nombre de personnes civiles en Iran, au Proche Orient et sur le front d’Italie.
Une autre armée polonaise est formée en URSS en 1943. Combattant aux côtés de l’Armée rouge, elle est en même temps un des outils de la politique de Staline visant l’instauration en Pologne du système communiste.
L'armée polonaise de l'Ouest et l'armée polonaise de l'Est répondent au commandement du gouvernement polonais qui depuis la capitulation de la France se trouve en exil à Londres. Le gouvernement coordonne aussi les actions la Résistance polonaise au pays, dont sa plus grande organisation militaire, Armia Krajowa ou AK, une véritable armée de l'intérieur dont les effectifs atteignent plus de 300 000 en été 1944, ce qui en fait le plus grand mouvement de résistance de l'Europe occupée. Face à l’avancée soviétique, elle déclenche le 1er août 1944 un soulèvement contre l'occupant nazi afin de se libérer elle-même, et ainsi empêcher Staline d’imposer son pouvoir après avoir repris la ville. L'insurrection de Varsovie dure 63 jours et se fait écraser dans le sang, sous les yeux de l'Armée rouge à qui Staline ordonne de ne pas intervenir.

### Période soviétique
Après la guerre, suivant les accords de la conférence de Yalta, puis ceux de Potsdam, les frontières de la Pologne sont redessinées par l'Union soviétique et déplacées vers l'ouest et un gouvernement communiste dirigé depuis Moscou est installé à la tête de l'État polonais qui devient la république populaire de Pologne. La Pologne intègre le bloc de l'Est et devient un membre du pacte de Varsovie durant la guerre froide. La fidélité polonaise est sécurisée grâce au stationnement dans le pays du Groupe des Forces du Nord dont le statut légal est défini par les traités bilatéraux de novembre et décembre 1956. En 1957, un accord est réalisé pour le stationnement, couvert par le secret, de 62 000 à 66 000 Soviétiques, et, un autre accord impose un plan de soutien des Forces soviétiques par la Pologne. L'armée populaire de Pologne participe à l'invasion de la Tchécoslovaquie par le pacte de Varsovie en 1968 pour écraser le Printemps de Prague.

### Post ère soviétique
En 1989, la Pologne se libère du régime communiste. Les dernières unités des forces soviétiques stationnées sur son territoires sont rapatriées en Russie en 1993. La Pologne devient un membre de l'OTAN en 1999.
L'industrie de l'armement est regroupée depuis 2013 dans l'entreprise publique Polska Grupa Zbrojeniowa.
La Pologne est l’un des rares pays de l’Otan à atteindre l’objectif des 2 % du PIB en matière de dépenses militaires.

### Invasion de l'Ukraine
En 2023, le budget de défense (globalement alloué aux FAP) atteignait 12,5 milliards d'euros. Le premier ministre annonce que le budget doit atteindre 4% du PIB.
La Pologne multiplie les achats d'armements, notamment avec les États-Unis a qui elle commande 96 hélicoptère Apache, 250 chars Abrams, 32 avions de combat F-35 et 500 lance-roquettes multiples Himars. Auprès de la Corée du Sud, la Pologne commande 1 000 chars K2, 700 obusiers automoteurs, 50 avions de combat FA-50 et 288 lance-roquettes multiples K239.
La Pologne reçoit également de l'armement européen de la filiale britannique du groupe d'armement MBDA pour l'achat de missile anti-aérien pour une valeur de 2,4 milliards de dollars, quatre systèmes norvégiens de missiles antinavires de Kongsberg pour un montant d'environ 1,4 milliard d'euros, 22 hélicoptères AW-101 au consortium italien Leonardo.
En août 2024, la Pologne achète 48 lanceurs Patriot, des missiles AIM-120C, et 96 hélicoptères Apache pour renforcer sa défense. Par ailleurs, la Pologne devient un acteur majeur de la défense européenne en fabriquant des batteries de missiles Patriot en partenariat avec Raytheon et Huta Stalowa Wola. C'est la première fois que les États-Unis permettent une telle production hors de leurs frontières. La Pologne déploiera également le système de défense IBCS entre 2024 et 2030, renforçant ainsi sa protection contre les menaces aériennes et de missiles.

## Effectifs
Au 1er janvier 2006, les forces armées comptent 450 700 soldats dont 278 000 professionnels.
En 2008, le service militaire cesse d'être obligatoire en Pologne, et la défense territoriale repose désormais sur la logique du volontariat.
En conséquence, les derniers appelés prennent le chemin des casernes en décembre 2008 et en 2011, l'armée polonaise se professionnalise et réduit ses effectifs. Les forces armées polonaises s'engagent dans toutes les opérations les plus importantes menées sous les drapeaux de l'OTAN, de l'ONU ou de l'Union européenne : en Afghanistan (1 600 hommes), en Irak (900 hommes encore), au Tchad (600), au Liban (500) et sur le Golan, au Kosovo et en Bosnie.
En 2015, les forces armées comptent 100 000 soldats répartis dans quatre armes : terre, air, mer et forces spéciales.
Depuis 2017, la Pologne possède une garde nationale semblable à celle des États-Unis en termes de fonctionnement, qui se nomme Wojska Obrony Terytorialnej. Cette formation est de facto de l'infanterie légère composée de soldats professionnels et de volontaires. Ces soldats sont équipés des nouvelles armes. WOT dispose aussi des véhicules légers.
En 2017, l'OTAN décide de disposer quatre groupements tactiques internationaux en Pologne, en Estonie, en Lettonie et en Lituanie afin de renforcer sa défense et sa stratégie de dissuasion. Les effectifs des forces armées polonaises seront portés à 200 000 soldats.
En 2023, la Pologne compte une armée d'environ 140 000 soldats (avec les réservistes) mais elle souhaite plus que doubler ses effectifs pour atteindre 300 000 soldats. En mars 2025, la Pologne prévoit de doubler son armée pour passer de 202 000 soldats à environ 500 000 soldats, de négocier pour acquérir l'arme nucléaire, et de mettre en place une formation militaire pour les citoyens Polonais.
| Année | Total   | Armée de terre                | Armée de l'air              | Marine                      | Forces spéciales | Forces de défense territoriale |
| ----- | ------- | ----------------------------- | --------------------------- | --------------------------- | ---------------- | ------------------------------ |
| 1990  | 817 000 | 206 000 (420 000 réservistes) | 86 200 (75 000 réservistes) | 20 000 (10 000 réservistes) | N/C              | 0                              |
| 1993  | 753 000 | 188 500 (375 000 réservistes) | 79 800 (70 000 réservistes) | 19 200 (20 500 réservistes) | N/C              | 0                              |
| 2001  | 612 045 | 120 300 (343 000 réservistes) | 43 735 (49 000 réservistes) | 16 760 (14 000 réservistes) | N/C              | 0                              |
| 2014  | 138 500 | 57 000                        | 17 500                      | 8 500                       | 2 500            | 53 000                         |
| 2024  | 132 850 | 71 350                        | 15 000                      | 6 150                       | 3 250            | 4 650 (32 450 réservistes)     |

## Budget
L'évolution du budget de la défense polonais en milliards de dollars courants selon les données de la Banque mondiale est la suivante:
| Année | Budget de la défense | % du PNB | % dépenses publiques |
| ----- | -------------------- | -------- | -------------------- |
| 1995  | $ 2 719 362 633,92   | 1,96     | 4,10                 |
| 1996  | $ 3 083 416 787,21   | 1,97     | 3,86                 |
| 1997  | $ 3 192 276 376,90   | 2,03     | 4,38                 |
| 1998  | $ 3 491 022 616,10   | 2,02     | 4,56                 |
| 1999  | $ 3 226 555 351,38   | 1,90     | 4,50                 |
| 2000  | $ 3 146 106 712,50   | 1,83     | 4,25                 |
| 2001  | $ 3 630 645 594,67   | 1,91     | 4,24                 |
| 2002  | $ 3 776 173 214,41   | 1,90     | 4,20                 |
| 2003  | $ 4 150 261 758,57   | 1,91     | 4,18                 |
| 2004  | $ 4 778 627 749,04   | 1,87     | 4,31                 |
| 2005  | $ 5 896 404 861,10   | 1,93     | 4,35                 |
| 2006  | $ 6 619 413 758,88   | 1,92     | 4,32                 |
| 2007  | $ 8 589 136 364,46   | 2,00     | 4,67                 |
| 2008  | $ 9 349 421 394,30   | 1,75     | 3,97                 |
| 2009  | $ 7 903 812 008,44   | 1,80     | 3,99                 |
| 2010  | $ 8 790 170 132,33   | 1,85     | 4,00                 |
| 2011  | $ 9 455 422 988,00   | 1,80     | 4,06                 |
| 2012  | $ 8 986 838 792,09   | 1,81     | 4,18                 |
| 2013  | $ 9 275 711 727,45   | 1,80     | 4,14                 |
| 2014  | $ 10 345 153 574,87  | 1,92     | 4,47                 |
| 2015  | $ 10 212 785 780,61  | 2,14     | 5,13                 |
| 2016  | $ 9 164 190 586,64   | 1,95     | 4,72                 |
| 2017  | $ 9 870 680 628,27   | 1,90     | 4,59                 |
| 2018  | $ 12 040 673 422,96  | 2,04     | 4,93                 |
| 2019  | $ 11 786 153 846,15  | 1,98     | 4,72                 |
| 2020  | $ 13 368 394 048,23  | 2,23     | 4,60                 |
| 2021  | $ 15 112 493 519,96  | 2,22     | 5,03                 |
| 2022  | $ 16 573 133 749,57  | 2,39     | 5,84                 |

Il a atteint 4,1 % du PIB de l’État en 2024.

## Armée de terre

Organigramme de l'armée de terre polonaise 2023

### Équipement
- Hélicoptèresː W-3W Sokół – 36, Mi-2 URP – 27, Mi-24 – 35, Mi-8 – 26, Mi-17 – 6

- Armesː Kbs wz. 1996 Beryl, AKMS, Tantal (retiré du service en 2005), UKM 2000, PKM, PM-84P, PM-98, NVS, Browning M2, Accuracy International AWM .338 Lapua Magnum, M107, Sako TRG 21, 22, HK GMG, Mk 19, Pistolet Wist (pl), Glock 17, HK USP, PZR Grom

- Chars et blindésː K2 Black Panther, T-72 – 597, PT-91 – 233, Leopard 2A4 – 128, BWP-1 – 1307, BWR-1D – 38, BWR-1S, KTO Rosomak – 200 (2009), Abrams – 372 *
- Artillerie: K9 Thunder – 672, AHS Krab – 120, M120 Rak – 82, DANA – 111, 2S1 – 198, Himars – 486, K239 – 300, WR–40 Langusta–75, Rm 70 – 29,BM21 Grad – 92

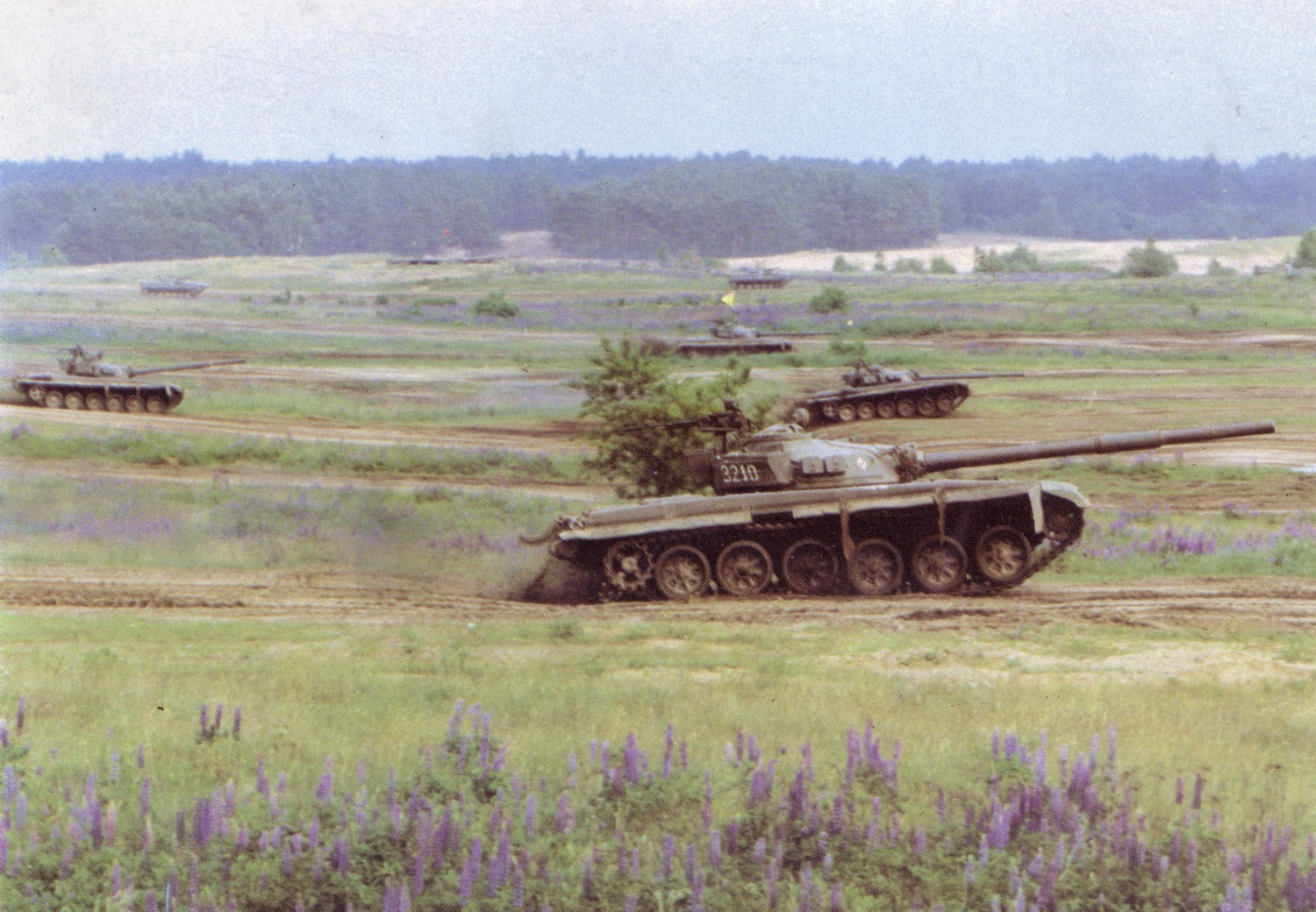
T-72 de l'armée populaire polonaise sous le Pacte de Varsovie.
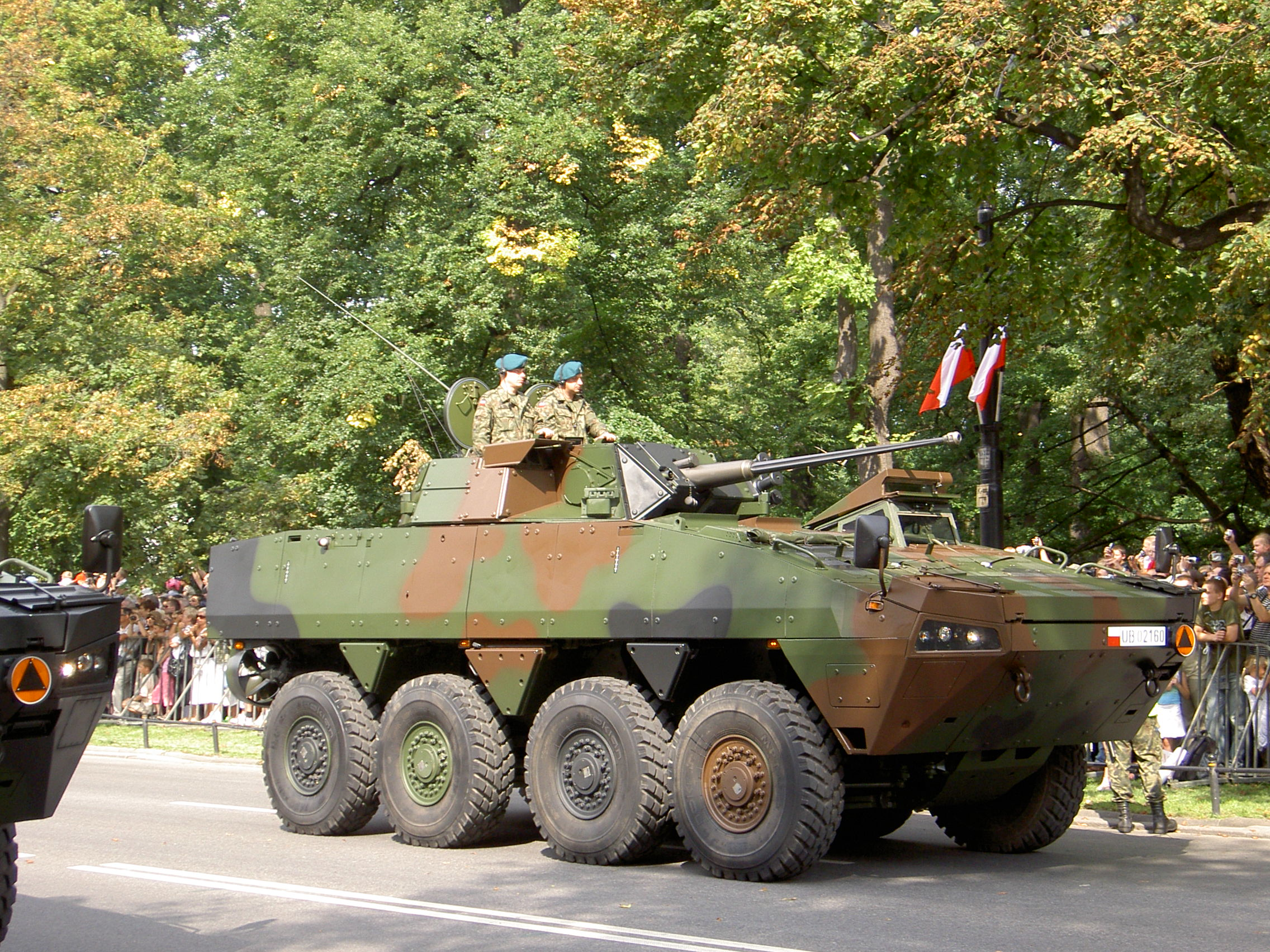
KTO Rosomak
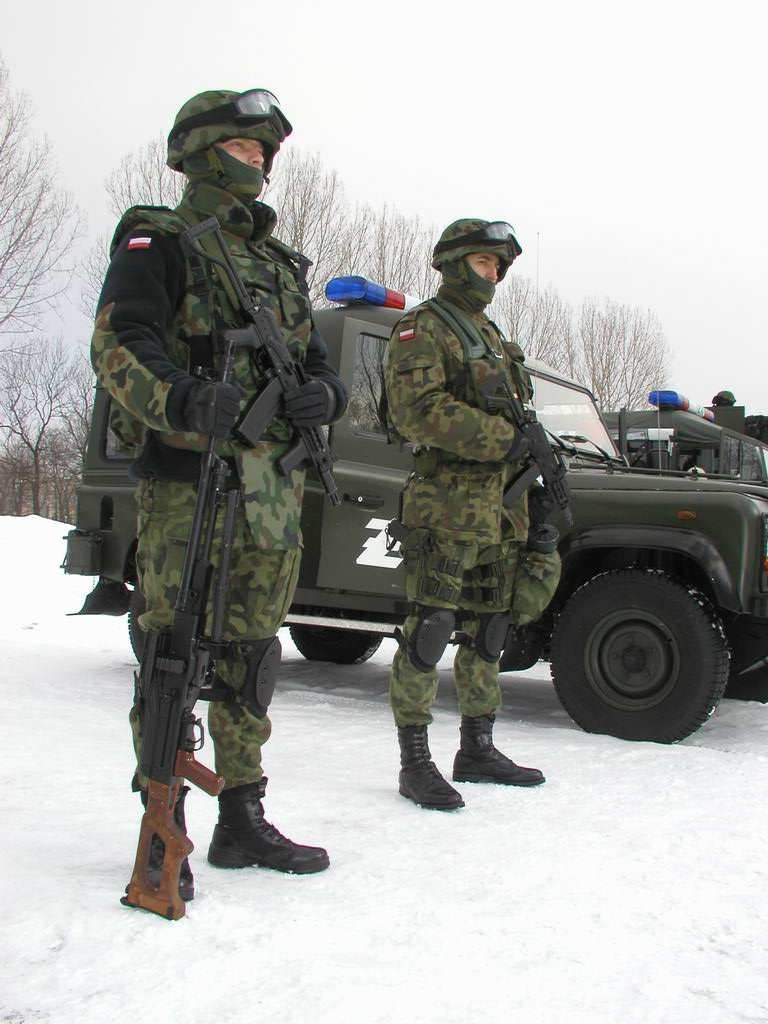
Gendarmes polonais avec 96 Mini-Beryl et PKM GPMG

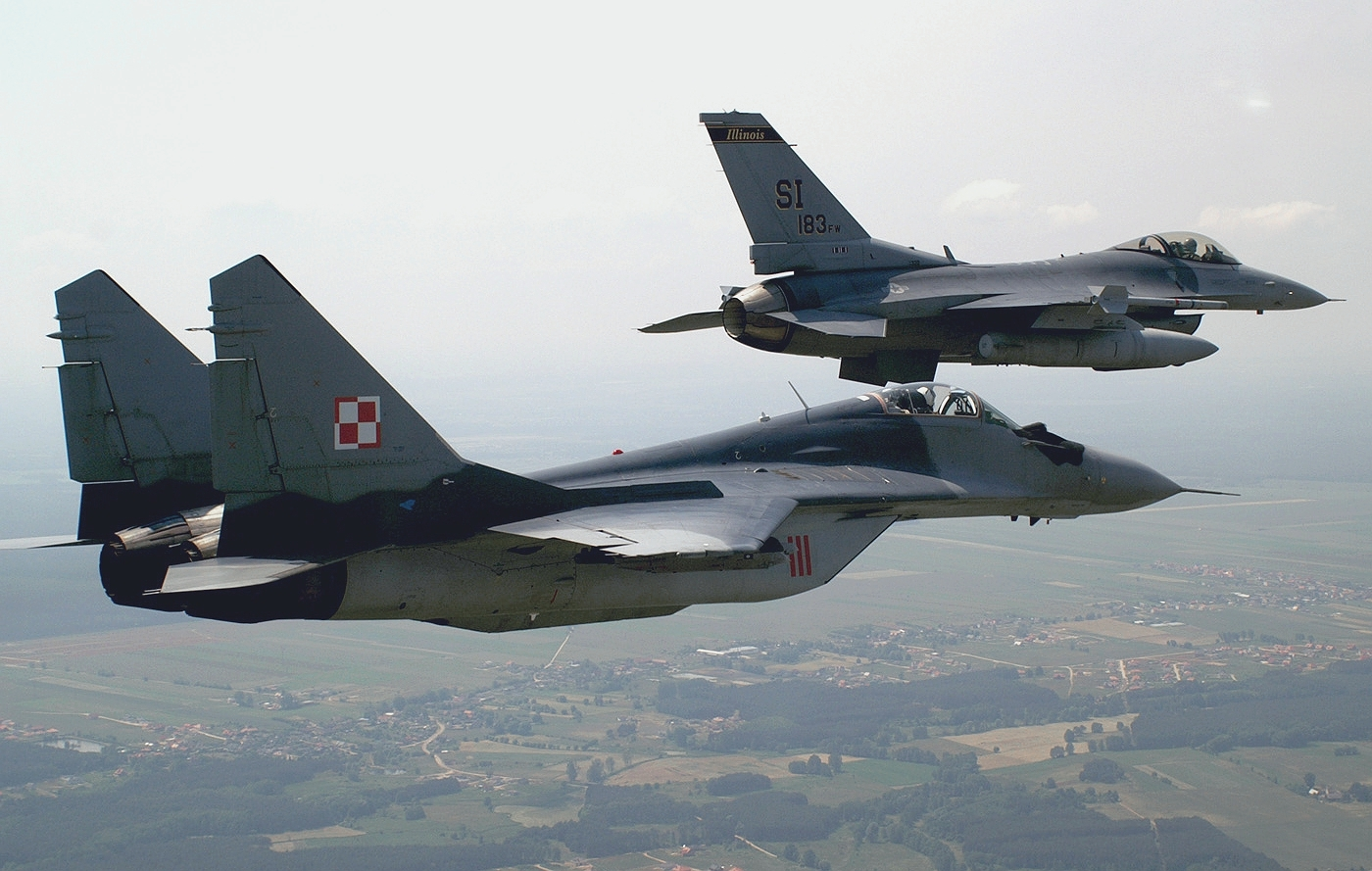
Un chasseur MiG-29 de l'armée de l'air polonaise, avec un F-16 américain

## Aviation

### Équipement
Avions : F-16C/D (48 SP), F-35A (0/32 SP), MiG-29 (28 SP), C-130E Hercules (6), Su-22 (18 SP), FA-50 (48), AEW-300 (2 SP), Embraer 175 (2 VIP), PZL M28 Bryza (12 SP), CASA C-295 (11 SP 2 en 2009), PZL TS-11 Iskra (111 SP), PZL-130 Orlik (37 SP), Drones RQ-7 Shadow
Hélicoptères : PZL Mi-2 (50 SP; 5 LMW; 27 LWL), Mi-8 (11 SP; 26 LWL), Mi-17 (2 LMW; 6 LWL), Mi-24 (35 LWL), PZL W-3 (20 SP), PZL SW-4 (31 à pourvoir 2005-2008)

## Marine

### Équipement
[Quand ?]

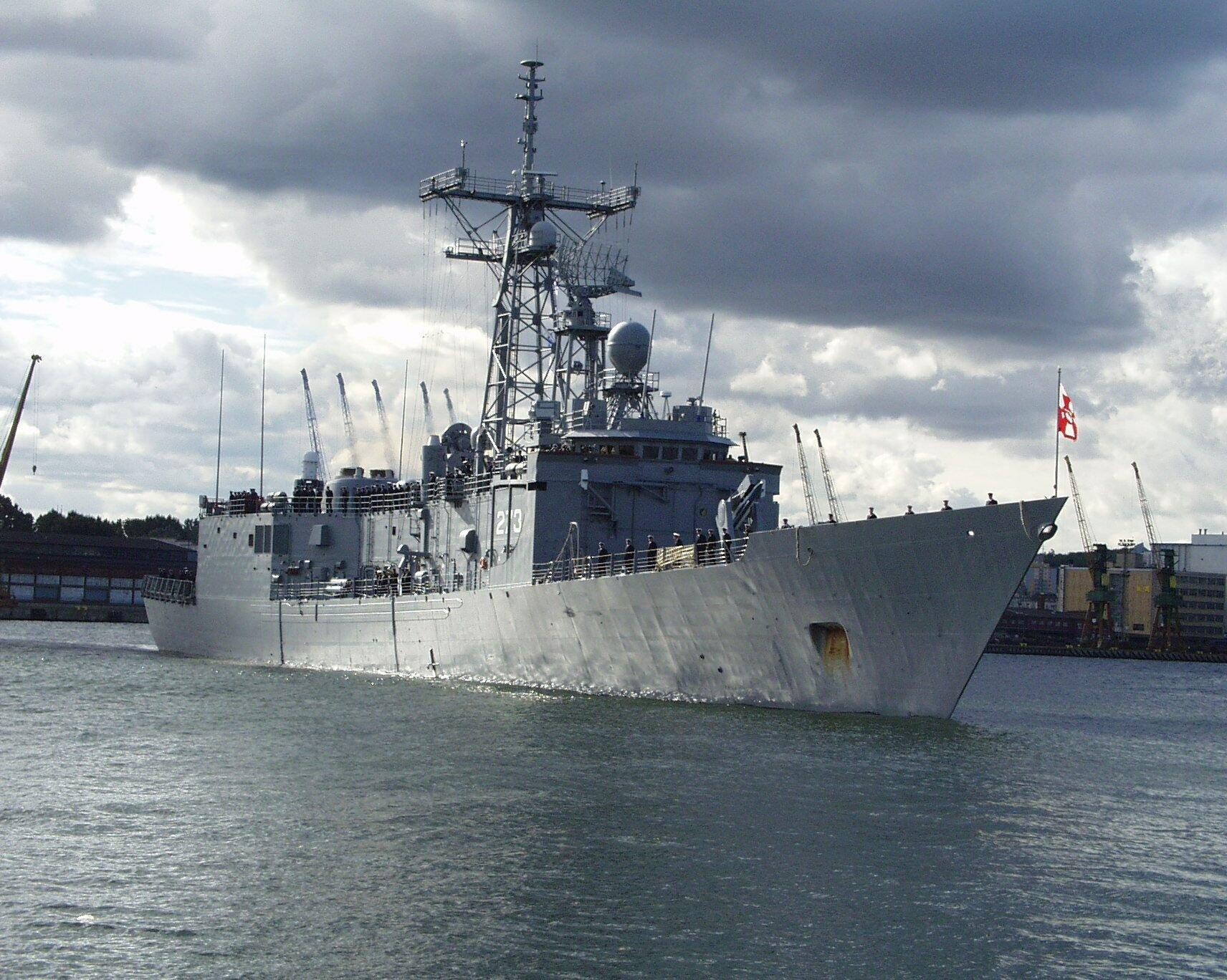
Frégate Général Tadeusz Kościuszko de classe Oliver Hazard Perry.

- 1 sous-marin, type Kilo - ORP Orzeł (291)
- 4 sous-marins, type Kobben - ORP Sokół (294), Sęp (295), Bielik (296), Kondor (297), tous retirés du service.
- 2 frégates type Oliver Hazard Perry - OORP gen. K. Pułaski (272), Gen. T. Kościuszko (273)
- 1 corvette, type Kaszub - ORP Kaszub (240)
- 2 corvettes lance roquettes, type Mołnia - OORP Metalowiec (436), Rolnik (437)
- 3 corvettes lance roquettes-artillerie, type Orkan - OORP Orkan (421), Piorun (422), Grom (423)
- 3 chasseurs-destructeurs de mines, type Mewa - OORP Flaming (621), Mewa (623), Czajka (624)
- 1 remorqueur, type Gopło - ORP Gopło (630)
- 12 remorqueurs, type Gardno - OORP Gardno (631), Bukowo (632), Dąbie (633), Jamno (634), Mielno (635), Wicko (636), Resko (637), Sarbsko (638), Necko (639), Nakło (640), Drużno (641), Hańcza (642)
- 4 remorqueurs, type Mamry - OORP Mamry (643), Wigry (644), Śniardwy (645), Wdzydze (646)
- 5 navires de transport-poseur de mines, type Lublin - OORP Lublin (821), Gniezno (822), Kraków (823), Poznań (824), Toruń (825);
- 2 navires de reconnaissance radio électrique, type Nawigator - OORP Nawigator (262), Hydrograf (263)
- 1 navire-école - ORP Iskra II (253)
- 1 navire école, type Wodnik - ORP Wodnik (251)
- 2 navires d'aide en mer et de secours, type Piast - OORP Piast (281), Lech (282)
- 2 navires d'aide en mer et de secours, type Gniewko - OORP Gniewko (R-12), Semko (R-13)(spuszczono banderę w 2006 roku)
- 2 navires d'aide et de secours, type Zbyszko - OORP Zbyszko (R-14), Maćko (R-15)
- 2 navires hydrographiques, type Heweliusz - OORP Heweliusz (265), Arctowski (266)
- 1 navire hydrographique - ORP Kopernik (261)
- 1 navire d'appui logistique, type Kontradmirał Xawery Czernicki - ORP Kontradmirał Xawery Czernicki (511)
- 1 navire citerne, type Bałtyk - ORP Bałtyk (Z-1)

L'aéronavale dispose une dizaine d'avions et une trentaine d'hélicoptères.

## Engagements à l'étranger

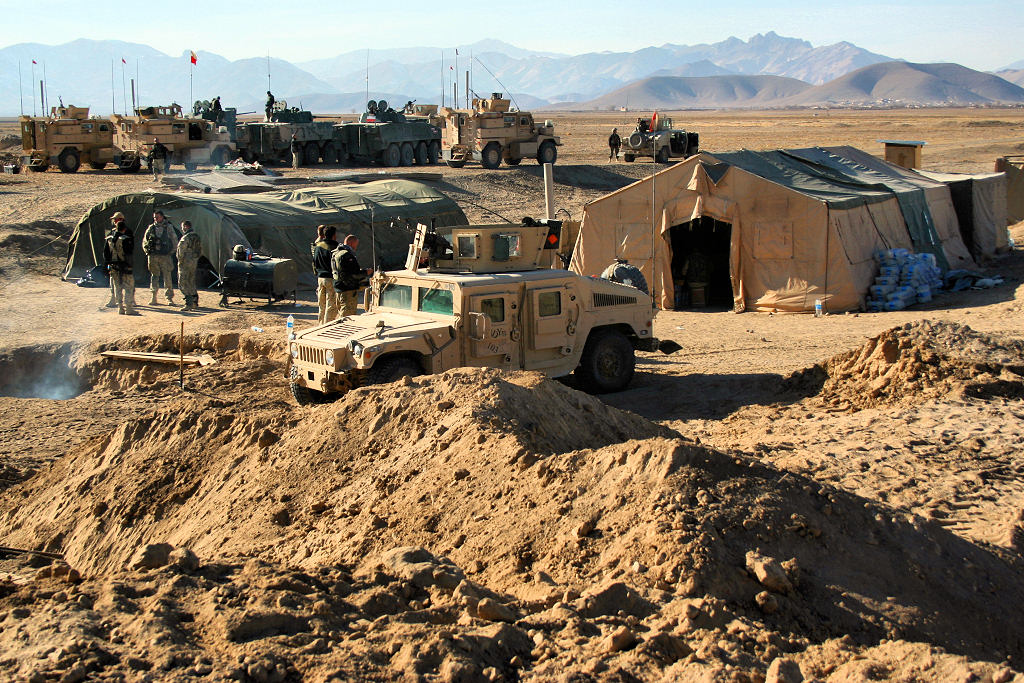
Soldats polonais en Afghanistan le long de la route reliant Kaboul à Kandahar le 12 janvier 2009.

Les chiffres ci-dessous sont en date du 21 octobre 2011
- Irak : 900 soldats (opération liberté irakienne), puis 2 600 pour le maintien de l'ordre dans le cadre de la coalition militaire en Irak. En octobre 2008, les forces polonaises se retirent du pays.
- Afghanistan : 2 580 soldats (ISAF) et 1 observateur militaire (MANUA)
- Liban : 1 observateur militaire (UNIFIL)
- Kosovo : 402 soldats (KFOR) et 1 observateur militaire (MINUK)
- Israël (Golan) : 355 soldats (UNDOF) (mission terminée)
- Bosnie-Herzégovine : 184 soldats (EUFOR)
- Géorgie : 24 observateurs militaires
- Côte d'Ivoire : 3 observateurs militaires (ONUCI)
- Sahara occidental : 1 observateur militaire (MINURSO)
- Soudan du Sud : 2 observateurs militaires (MINUSS)